# Résultat des élections à Morteau
Cet article récapitule les résultats des élections à Morteau, commune localisée dans le département du Doubs (région Bourgogne-Franche-Comté, France) depuis 2000, excepté celui du référendum de 1992.
| Élections présidentielles, résultats des deuxièmes tours.                                                         | Élections présidentielles, résultats des deuxièmes tours. | Élections présidentielles, résultats des deuxièmes tours. | Élections présidentielles, résultats des deuxièmes tours. | Élections présidentielles, résultats des deuxièmes tours. | Élections présidentielles, résultats des deuxièmes tours. | Élections présidentielles, résultats des deuxièmes tours. | Élections présidentielles, résultats des deuxièmes tours. |
| Année | Élu                                                       | Élu                                                       | Élu                                                       | Battu                                                     | Battu                                                     | Battu                                                     | Participation                                             |
| --- | --------------------------------------------------------- | --------------------------------------------------------- | --------------------------------------------------------- | --------------------------------------------------------- | --------------------------------------------------------- | --------------------------------------------------------- | --------------------------------------------------------- |
| 2002 | 86,07 %                                                   | Jacques Chirac                                            | RPR                                                       | 13,93 %                                                   | Jean-Marie Le Pen                                         | FN                                                        | 78,16 %                                                   |
| 2007 | 56,86 %                                                   | Nicolas Sarkozy                                           | UMP                                                       | 43,14 %                                                   | Ségolène Royal                                            | PS                                                        | 85,39 %                                                   |
| 2012 | 45,38 %                                                   | François Hollande                                         | PS                                                        | 54,62 %                                                   | Nicolas Sarkozy                                           | UMP                                                       | 80,93 %                                                   |
| 2017 | 74,14 %                                                   | Emmanuel Macron                                           | EM                                                        | 25,86 %                                                   | Marine Le Pen                                             | FN                                                        | 71,45 %                                                   |
| 2022 | %                                                         | Emmanuel Macron                                           | LREM                                                      | %                                                         | Marine Le Pen                                             | RN                                                        | %                                                         |
| Élections législatives, résultats des deux meilleurs scores du dernier tour de scrutin.                           |                                                           |                                                           |                                                           |                                                           |                                                           |                                                           |                                                           |
| Année | Élu                                                       | Élu                                                       | Élu                                                       | Battu                                                     | Battu                                                     | Battu                                                     | Participation                                             |
| Résultat des élections à Morteau est répartie sur plusieurs circonscriptions, cf. les résultats des .             |                                                           |                                                           |                                                           |                                                           |                                                           |                                                           |                                                           |
| Avant 2010, Résultat des élections à Morteau est répartie sur plusieurs circonscriptions, cf. les résultats des . |                                                           |                                                           |                                                           |                                                           |                                                           |                                                           |                                                           |
| 2002 | 64,44 %                                                   | Jean-Marie Binetruy                                       | UMP                                                       | 35,56 %                                                   | Robert Hugot                                              | Les Verts                                                 | 54,23 %                                                   |
| 2007 | 55,17 %                                                   | Jean-Marie Binetruy élu au premier tour                   | UMP                                                       | 20,75 %                                                   | Christian Bouday                                          | DVG                                                       | 58,42 %                                                   |
| Après 2010, Résultat des élections à Morteau est répartie sur plusieurs circonscriptions, cf. les résultats de .  |                                                           |                                                           |                                                           |                                                           |                                                           |                                                           |                                                           |
| 2012 | 59,51 %                                                   | Annie Genevard                                            | UMP                                                       | 40,49 %                                                   | Liliane Lucchesi                                          | PS                                                        | 54,24 %                                                   |
| 2017 | 60,54 %                                                   | Annie Genevard                                            | LR                                                        | 39,46 %                                                   | Sylvie Le Hir                                             | LREM                                                      | 48,94 %                                                   |
| 2022 | %                                                         |                                                           |                                                           | %                                                         |                                                           |                                                           | %                                                         |
| 2024 | %                                                         |                                                           |                                                           | %                                                         |                                                           |                                                           | %                                                         |
| Élections européennes, résultats des deux meilleurs scores.                                                       |                                                           |                                                           |                                                           |                                                           |                                                           |                                                           |                                                           |
| Année | Liste 1re                                                 | Liste 1re                                                 | Liste 1re                                                 | Liste 2e                                                  | Liste 2e                                                  | Liste 2e                                                  | Participation                                             |
| 2004 | 31,02 %                                                   | Pierre Moscovici                                          | PS                                                        | 23,69 %                                                   | Joseph Daul                                               | UMP                                                       | 43,70 %                                                   |
| 2009 | 33,75 %                                                   | Joseph Daul                                               | UMP                                                       | 15,35 %                                                   | Sandrine Bélier                                           | EELV                                                      | 41,50 %                                                   |
| 2014 | 33,58 %                                                   | Nadine Morano                                             | UMP                                                       | 18,10 %                                                   | Florian Philippot                                         | FN                                                        | 39,88 %                                                   |
| 2019 | 25,11 %                                                   | Nathalie Loiseau                                          | LREM                                                      | 16,61 %                                                   | François-Xavier Bellamy                                   | UD                                                        | 45,50 %                                                   |
| 2024 | %                                                         |                                                           |                                                           | %                                                         |                                                           |                                                           | %                                                         |
| Élections régionales, résultats des deux meilleurs scores.                                                        |                                                           |                                                           |                                                           |                                                           |                                                           |                                                           |                                                           |
| Année | Liste 1re                                                 | Liste 1re                                                 | Liste 1re                                                 | Liste 2e                                                  | Liste 2e                                                  | Liste 2e                                                  | Participation                                             |
| 2004 | 44,32 %                                                   | Raymond Forni                                             | PS                                                        | 43,51 %                                                   | Jean-François Humbert                                     | UMP                                                       | 65,27 %                                                   |
| 2010 | 45,87 %                                                   | Marie-Guite Dufay                                         | PS                                                        | 44,51 %                                                   | Alain Joyandet                                            | UMP                                                       | 55,33 %                                                   |
| 2015 | 43,16 %                                                   | François Sauvadet                                         | UDI                                                       | 33,80 %                                                   | Marie-Guite Dufay                                         | PS                                                        | 54,10 %                                                   |
| 2021 | 41,16 %                                                   | Gilles Platret                                            | LR                                                        | 37,82 %                                                   | Marie-Guite Dufay                                         | PS                                                        | 27,40 %                                                   |
| Élections cantonales, résultats des deux meilleurs scores du dernier tour de scrutin.                             |                                                           |                                                           |                                                           |                                                           |                                                           |                                                           |                                                           |
| Année | Élu                                                       | Élu                                                       | Élu                                                       | Battu                                                     | Battu                                                     | Battu                                                     | Participation                                             |
| Résultat des élections à Morteau est répartie sur plusieurs cantons, cf. les résultats de ceux de .               |                                                           |                                                           |                                                           |                                                           |                                                           |                                                           |                                                           |
| 2001 | %                                                         |                                                           |                                                           | %                                                         |                                                           |                                                           | %                                                         |
| 2004 | %                                                         |                                                           |                                                           | %                                                         |                                                           |                                                           | %                                                         |
| 2008 | %                                                         |                                                           |                                                           | %                                                         |                                                           |                                                           | %                                                         |
| 2011 | %                                                         |                                                           |                                                           | %                                                         |                                                           |                                                           | %                                                         |
| Élections départementales, résultats des deux meilleurs scores du dernier tour de scrutin.                        |                                                           |                                                           |                                                           |                                                           |                                                           |                                                           |                                                           |
| Année | Élus                                                      | Élus                                                      | Élus                                                      | Battus                                                    | Battus                                                    | Battus                                                    | Participation                                             |
| Résultat des élections à Morteau est répartie sur plusieurs cantons, cf. les résultats de ceux de .               |                                                           |                                                           |                                                           |                                                           |                                                           |                                                           |                                                           |
| 2015 | 53,39 %                                                   | Jacqueline Cuenot-Stalder et Denis Leroux                 | DVD / LR                                                  | 40,17 %                                                   | Elisabeth Redoutey et Gilles Robert                       | PS                                                        | 44,16 %                                                   |
| 2021 | 82,40 %                                                   | Jacqueline Cuenot-Stalder et Denis Leroux                 | DVD / LR                                                  | 17,60 %                                                   | Vincent Besançon et Joséphine Milliot                     | RN                                                        | 27,09 %                                                   |
| Référendums. |                                                           |                                                           |                                                           |                                                           |                                                           |                                                           |                                                           |
| Année | Oui (national)                                            | Oui (national)                                            | Oui (national)                                            | Non (national)                                            | Non (national)                                            | Non (national)                                            | Participation                                             |
| 1992 | 68,59 % (51,04 %)                                         | 68,59 % (51,04 %)                                         | 68,59 % (51,04 %)                                         | 31,41 % (48,96 %)                                         | 31,41 % (48,96 %)                                         | 31,41 % (48,96 %)                                         | 70,01 %                                                   |
| 2000 | 77,59 % (73,21 %)                                         | 77,59 % (73,21 %)                                         | 77,59 % (73,21 %)                                         | 22,41 % (26,79 %)                                         | 22,41 % (26,79 %)                                         | 22,41 % (26,79 %)                                         | 24,97 %                                                   |
| 2005 | 50,79 % (45,33 %)                                         | 50,79 % (45,33 %)                                         | 50,79 % (45,33 %)                                         | 49,21 % (54,67 %)                                         | 49,21 % (54,67 %)                                         | 49,21 % (54,67 %)                                         | 69,39 %                                                   |